# Brandon Dixon
Brandon Dixon (Pompano Beach, 26 aprile 1990) è un giocatore di football americano statunitense che gioca nel ruolo di cornerback per i Tampa Bay Buccaneers della National Football League (NFL). Fu scelto nel corso del sesto giro (195º assoluto) del Draft NFL 2014 dai New York Jets. Al college giocò a football alla Northwest Missouri State University.

## Carriera professionistica

### New York Jets
Dixon fu scelto nel corso del sesto giro del Draft 2014 dai New York Jets. Fu svincolato il 30 agosto 2014.

### Tampa Bay Buccaneers
Il 1º settembre 2014, Dixon firmò coi Tampa Bay Buccaneers, con cui debuttò come professionista subentrando nella gara della settimana 1 contro i Carolina Panthers. La sua prima stagione si concluse con 9 tackle e un intercetto su Andy Dalton dei Cincinnati Bengals nella settimana 13 su 14 presenze complessive.

## Statistiche
| Partite totali      | 14 |
| Partite da titolare | 0  |
| Tackle              | 9  |
| Sack                | 0  |
| Intercetti          | 1  |

Statistiche aggiornate alla stagione 2014